# سرگی امان
سرگی امان (زاده ۱۲ فوریه ۱۹۵۷) نویسنده، و روزنامه‌نگار اهل روسیه است. او در سال ۱۹۸۵ از دانشگاه دولتی مسکو فارغ‌التحصیل شد. او از سال ۱۹۹۵ فعالیت حرفه‌ای خود را در عرصه روزنامه‌نگاری آغاز کرد. «روزنامه‌نگاران» معروف‌ترین کتابی است که او در سال ۲۰۱۳ نوشته‌است.
آمان در سال ۲۰۱۸ کتاب «همه چی درست خواهدشد، همهٔ ما می‌میریم!» نوشت.